# Hellersche Demenz
Die Hellersche Demenz (auch als infantile Demenz, Dementia infantilis, desintegrative Psychose, Heller-Syndrom oder symbiotische Psychose bezeichnet) ist eine tiefgreifende Entwicklungsstörung.
Die Hellersche Demenz trägt die ICD-10-Codierung F84.3 und wird dort unter die Gruppe der anderen desintegrativen Störungen des Kindesalters eingeordnet. In der DSM-Klassifikation hat sie die eigene Chiffre 299.10.

## Symptome und Beschwerden
Nach einer Phase der normalen Entwicklung verliert das Kind innerhalb weniger Monate vorher erworbene Fähigkeiten in verschiedenen Entwicklungsbereichen. Hinzu kommen ein allgemeiner Interessenverlust an der Umgebung, Stereotypien und motorische Manierismen. Das Sozialverhalten ähnelt dem eines Autisten. Nach der DSM-Klassifikation soll die Phase der normalen Entwicklung mindestens die ersten beiden Lebensjahre umfassen, und der Eintritt der Entwicklungsverluste vor dem zehnten Lebensjahr stattfinden.

## Ursachen
In einigen Fällen kann die Störung einer begleitenden Enzephalopathie zugeschrieben werden.

## Folgen und Komplikationen
Die Erziehung, Beschulung und Bildbarkeit des Kindes sind stark eingeschränkt. Es kommt zu Schwierigkeiten im Sozialverhalten und zu Problemen mit dem Kontakt mit der Umgebung. Die Stereotypien und die motorischen Manierismen stoßen möglicherweise auf Ablehnung. Die Möglichkeiten einer selbständigen Lebensführung sind stark eingeschränkt.

## Behandlung
Eine ursächliche Behandlung gibt es bislang noch nicht. Man versucht die Symptome zu behandeln.

## Verwandte Themen
- Rett-Syndrom
- Liste psychischer Störungen